# 安倍徹夫
安倍 徹夫（あべ てつお、1944年〈昭和19年〉8月24日 - ）は、アンビシャスの代表取締役社長。大京時代のニックネームは、「営業の鬼軍曹」と言われた。実兄は、横山修二の番頭格と言われた安倍毅夫。北海道生まれ。

## 経歴
1968年（昭和43年）3月、早稲田大学第一文学部卒業、大京観光株式会社（現 株式会社大京）に入社。1978年（昭和53年）12月、同社取締役、1982年（昭和57年）12月、同社常務取締役、1986年（昭和61年）12月、同社専務取締役。1993年（平成5年）6月、扶桑レクセル株式会社を興して代表取締役社長に就任する。
2004年（平成16年）6月、同社の社長を退任し、新たに株式会社アンビシャスを立ち上げ、代表取締役社長に就く。アンビシャスでは台や山の付く地名にマンションを供給するなどの独自の用地選定基準を設け、東日本大震災時にも供給マンションに被害はなかったという。同社は、設立1年で急成長を遂げ、首都圏郊外にファミリータイプのマンションを展開する中堅デベロッパーとなった。

## テレビ番組
- 日経スペシャル ガイアの夜明け マンション激変 ～始まった値引き合戦の裏側～（2008年6月17日、テレビ東京）[6]。- 首都圏郊外にファミリータイプのマンションを展開する中堅デベロッパーを取材。

## 関連人物
- 横山修二（大京創業者）
- 林家ペー（高校3年時に高田馬場のアパートで隣同士）